# Публий Корнелий Сципион (консул 16 года до н. э.)
Пу́блий Корне́лий Сципио́н (лат. Publius Cornelius Scipiо; умер после 10 года до н. э.) — древнеримский военный и политический деятель из патрицианского рода Корнелиев Сципионов, ординарный консул 16 года до н. э.

## Биография

### Происхождение
Публий Корнелий Сципион приходился сыном некоему Корнелия Сципиону Помпониану, союзнику Гая Юлия Цезаря, который в ходе сухопутного сражения близ Тапса (провинция Африка) командовал одним из флангов цезарианской армии и получил за своё сходство с популярным мимическим актёром того времени прозвище Сольвитон (или — Салютион). Матерью Публия являлась Скрибония Либона, родная сестра одного из приближённых Гнея Помпея в гражданскую войну 49—45 годов до н. э., позднее ставшего консулом (в 34 году до н. э.).
По гипотезе, выдвинутой крупным британским антиковедом Р. Саймом, отцом Публия был Публий Корнелий Сципион, якобы консул-суффект в 35 году до н. э., а родной сестрой — Корнелия Сципиона, скончавшаяся в 18 до н. э., в год консульства Публия и Гнея Корнелиев Лентулов. Однако, согласно позже найденной надписи, полное имя консула-суффекта 35 года до н. э. звучит как Публий Корнелий Долабелла, что доказывает неправильность этой версии.

### Гражданско-политическая карьера
Около 25 года до н. э. Публий занимал должность квестора-пропретора Ахайи. Чуть позднее, в 16 году до н. э., был избран на должность ординарного консула, где его коллегой стал знатный плебей Луций Домиций Агенобарб, будущий дед императора Нерона.
В 12—10 годах до н. э. Сципион исполнял функции проконсула Азии.